# Mirror Mirror (canção de M2M)
"Mirror Mirror" é uma música da banda pop M2M. Foi lançada em 22 de fevereiro de 2000 pela Atlantic Records.

## Faixas
Promocional nos Estados Unidos
1. "Mirror Mirror" (album version) – 3:19
2. "Mirror Mirror" (Crossover Mix) – 3:50
3. "Mirror Mirror" (Power Dance Mix) – 4:12

Single nos Estados Unidos
1. "Mirror Mirror" (album version)	 – 3:19
2. "Don't Say You Love Me" (acoustic version) – 3:14

Maxi-CD nos Estados Unidos
17 de março de 2000
1. "Mirror Mirror" (album version) – 3:19
2. "Mirror Mirror" (Crossover Mix) – 3:50
3. "Mirror Mirror" (Power Dance Mix) – 4:12
4. "Mirror Mirror" (Extended Power Dance Mix) – 5:55
5. "Don't Say You Love Me" (acoustic version) – 3:14

Maxi-CD na Austrália
1. "Mirror Mirror" (album version)	 – 3:19
2. "Don't Say You Love Me" (Tin Tin Out Remix) – 3:32
3. "Mirror Mirror" (Crossover Mix) – 3:50

## Paradas musicais
| Parada (2000)                      | Melhor posição |
| ---------------------------------- | -------------- |
| Austrália (ARIA)                   | 30             |
| Estados Unidos (Billboard Hot 100) | 62             |

| País           | Associação | Certificação | Vendas   |
| -------------- | ---------- | ------------ | -------- |
| Estados Unidos | RIAA       | Ouro         | 500,000^ |